# Nova Delphini 2013
Nova Delphini 2013 или Нова Делфина 2013 је нова коју је 14. августа открио јапански астроном-аматер Коичи Итагаки. Нова је откривена 0,18-метарским рефлекторским телескопом и CCD камером без филтера, а откриће је потврђено 0,60-метарским рефлектором уз поновно коришћење CCD камере без филтера. Нова је откривена у сазвежђу Делфин на координатама α = 20° 23’ 30”,73, δ = +20° 46’ 04”,1. Док није потврђено да се ради о новој, ова звезда је носила ознаку PNV J20233073+2046041.
При открићу, Нова Делфина је имала магнитуду 6,8 али је до 16. августа сјај ове звезде достигао приближно магнитуду 4,5, што значи да је била видљива и голим оком. Њен сјај је након тога почео полако да опада, да би се затим задржао стабилно на 5. магнитуди. Пре ерупције, звезда је била 17. магнитуде, што значи да је свој сјај повећала 100.000 пута.
У питању је класична нова — бинарни систем у коме материјал са хладнијег џина прелази на топлији бели патуљак око кога се скупља све док не дође до термонуклеарне реакције.